# Bernhard Schadeberg
Bernhard Schadeberg (* 24. Oktober 1965 in Kreuztal) ist ein deutscher Unternehmer. Er ist seit 2001 Geschäftsführer der Krombacher Brauerei Bernhard Schadeberg GmbH & Co. KG in Kreuztal-Krombach.

## Hintergrund
Nach seinem Abitur am Friedrich-Flick-Gymnasium studierte er Betriebswirtschaftslehre. Im Jahre 1993 begann seine Arbeit in der Brauerei, 2001 übernahm er die Geschäftsführung von seinem Vater Friedrich Schadeberg. Gemäß dem Manager-Magazin belief sich Bernhard Schadebergs Vermögen 2013 auf ca. 550 Millionen Euro, damit belegte er zu diesem Zeitpunkt auf der Liste der 500 reichsten Deutschen Platz 216.